# Planina Donja
Planina Donja település Horvátországban, Zágráb főváros Szeszvete városnegyedében. Közigazgatásilag a fővároshoz tartozik.

## Fekvése
Zágráb városközpontjától légvonalban 15, közúton 25 km-re északkeletre, a Medvednica-hegység keleti részének déli lejtőin, a Srednjak-patak mentén fekszik.

## Története
Planina első írásos említése 1209-ben történt „locus qui dicitur Planina” alakban. 1279-ben „Planina terra” néven birtokként említik. E forrásokból kiderül, hogy a 13. század elején a johanniták a Lipa-hegy lábánál Szent György tiszteletére szentelt templomot és kolostort építettek. Ez később is „monasterium s. Georgii de Planina” néven említik. Ennek a megmaradt részeire épült aztán a mai Szent György-templom. Planina a középkorban egy ideig külön birtokot képezett, melynek központja egy Gradec nevű dombon állt.
A 19. század végén a kašinai öregek egy Pogányvárról beszéltek, mely a Szent György kápolnával átellenben állt és ahol egy halastó is volt. Ezt a helyet a kápolnától egy kilométerre keletre emelkedő magaslattal azonosították. Itt egy ellipszis alakú, fából és földből épített vár állhatott, amelynek keleti oldalán árok (vagy két árok) nyoma található. A tetején földút és sánc nyomai vehetők ki, melyet régészeti lelőhelyként jelölnek meg. Nyugati és déli oldalán kisebb mélyedések láthatók, valószínűleg egykori faházak maradványai a kultúrréteg látható nyomai nélkül. A zágrábi történeti levéltárban található dokumentumok között szerepel Károly Róbert 1328-ból származó oklevele, amely megerősíti a zágrábi káptalant kašinai birtokában és leírja a határvonalat a káptalani birtok és „Castrum antiquum Paganorum” területe között. A történeti dokumentumok tehát igazolják a szóbeli hagyományt.
Az első katonai felmérés térképén „Planina” néven található. Lipszky János 1808-ban Budán kiadott repertóriumában „Planina” néven szerepel. Nagy Lajos 1829-ben kiadott művében „Planina” néven 58 házzal, 509 katolikus vallású lakossal találjuk. A 19. században a falu terület két részre, Planina Donja és Planina Gornja részekre oszlott.
A településnek 1857-ben 682, 1910-ben 1187 lakosa volt. Zágráb vármegye Zágrábi járásához tartozott. 1941 és 1945 a Független Horvát Állam része volt, majd a szocialista Jugoszlávia fennhatósága alá került. 1991-től a független Horvátország része. 1991-ben lakosságának 97%-a horvát nemzetiségű volt. A településnek 2011-ben 554 lakosa volt.

## Népessége
| Lakosság változása | Lakosság változása | Lakosság változása | Lakosság változása | Lakosság változása | Lakosság változása | Lakosság változása | Lakosság változása | Lakosság változása | Lakosság változása | Lakosság változása | Lakosság változása | Lakosság változása | Lakosság változása | Lakosság változása | Lakosság változása |
| ------------------ | ------------------ | ------------------ | ------------------ | ------------------ | ------------------ | ------------------ | ------------------ | ------------------ | ------------------ | ------------------ | ------------------ | ------------------ | ------------------ | ------------------ | ------------------ |
| 1857               | 1869               | 1880               | 1890               | 1900               | 1910               | 1921               | 1931               | 1948               | 1953               | 1961               | 1971               | 1981               | 1991               | 2001               | 2011               |
| 682                | 779                | 848                | 1.027              | 1.114              | 1.187              | 1.173              | 1.208              | 1.182              | 1.148              | 1.074              | 709                | 717                | 674                | 603                | 554                |

## Nevezetességei
- Szent György tiszteletére szentelt római katolikus temploma[7] középkori eredetű. Annak a kolostortemplomnak a maradványaira épült, melyet még a johanniták építettek a 13. század elején. A dombtetőn álló épület egyhajós, négyzet alaprajzú szentéllyel, melyhez délről csatlakozik a sekrestye. Zömök harangtornya a nyugati homlokzat előtt áll, piramis alakú toronysisak fedi. A templomot körítőfal övezi, északkeleti oldalán pedig temető helyezkedik el. A bejárati portál gótikus, profilozott, kőkeretes, a főhajó és az előcsarnok masszív falazata középkori épület maradványa. A templomhajónál keskenyebb és alacsonyabb szentélyt félkupolás boltozat fedi, és 19. századi festmények díszítik.
- Pogányvár csekély nyomai a Szent György-templomtól 1 km-re keletre fekvő Gradec nevű magaslaton. A maradványok alapján itt egy ellipszis alakú földből és fából épített erődítmény állt, a keleti oldalon még látható a védőárok (vagy két árok) nyoma. A hegy teteje körül földes út és egy töltés látható. A lelőhely nyugati és déli oldalán kisebb mélyedések találhatók, valószínűleg faházak maradványai, a kultúrréteg látható nyomai nélkül.[8]
- A Bielek-patak felett, a Gradec nevű hellyel szemben, a Gradišće-dombon egy másik földvár nyomai is láthatók. A lelőhely Kašina településtől körülbelül 2,5 km-re északnyugatra található. Ettől északra egy mély, keskeny mélyedésben folyik a Bielek-patak, amely keletre egy kilométerrel lejjebb a Kašina-patakba folyik. Az itt állt vár egy központi földdombból állt, amelyet védőárok és földsánc vett körül. A terep alakja egyértelműen jelzi, hogy erődítményről van szó. Az erőd kör alakú erődítmények közé sorolható, mérete 90 x 80 m. Valószínűleg fából és földből építették, mert nincsenek romok, kő és egyéb építőanyagoknak sincs nyoma.[9]

## Oktatás
A planina donjai iskola 1926. szeptember 13-án kezdte meg működését. Egyosztályos iskola volt, amelyet átmenetileg a szomszédságában bérelhető faházban helyeztek el. Abban az időben a két Planinának összesen 2008 lakosa volt és az iskolába 57 diák járt. 1929-ben ezen a helyen alakult meg a helyi „Seljačka sloga” egyesület, melynek vezetője az iskola akkori tanára, Zvonimir Gaži volt. A falu csak a háború vége után, 1950. február 7-én kapott új iskolaépületet, egy osztályteremmel, egy közösségi teremmel és egy tanárlakással. Ebben az iskolában a háború utáni több éven át (1958-ig) az elsőtől a hatodikig a tanulók együtt tanultak. 1959 óta az iskola négyosztályos, a felsősök a kašinai, vagy a vugroveci iskolába utaznak. 1978-ban egy iskolai sportpályát építettek mellette. Az iskolaépület azonban rossz állapotba került, így 38 éves működés után 1988. szeptember 19-én be kellett zárni.

## Egyesületek
DVD Planina Donja önkéntes tűzoltó egyesület.